# انتخابات البرلمان العراقي 2010
الانتخابات النيابية العراقية هي انتخابات لمجلس النواب العراقي أجريت في العراق في 7 آذار/مارس 2010 وتنافس بالانتخابات قرابة 6281 مرشحاً بينهم 1813 امراة توزعوا على 12 ائتلافاً كبيراً و167 كياناً سياسياً على 325 مقعداً في البرلمان، الذي يقوم بانتخاب رئيس البلاد ورئيس الوزراء. 310 مقعداً منها موزعة على المحافظات الثمانية عشرة و8 مقاعد للأقليات (5 للمسيحيين ومقعد لكل من الصابئة، الأيزيدين والشبك) و7 مقاعد تعويضية تمنح للقوائم التي تحصل على أكبر عدد من الأصوات.
أسفرت النتائج عن فوز جزئي ل القائمة العراقية التي يقودها رئيس الوزراء الاسبق إياد علاوي، حيث حصلت على 91 مقعداً مما جعلها أكبر القوائم في مجلس النواب. قائمة ائتلاف دولة القانون، بقيادة رئيس الوزراء السابق نوري المالكي، حلت بالمركز الثاني ب 89 مقعداً.
كانت الانتخابات مثيرة للجدل ومحل خلافات. قبل الانتخابات حكمت المحكمة العليا بأن قانون الانتخابات الحالي غير دستوري، وتم إجراء تغييرات في النظام الانتخابي عبر قانون انتخابي جديد.
وفي 15 يناير 2010 قامت مفوضية الانتخاب بمنع 499 مرشح من الانتخابات بسبب ارتباطهم المزعوم بحزب البعث. قبل انطلاق الحملة الانتخابية في 12 فبراير 2010, المفوضية العليا المستقلة للانتخابات اكدت أن الاستئنافات للمرشحين الممنوعين من الترشح قد رفضت وأن 456 ممنوع من الترشح لن يشاركوا بالانتخابات.
إعادة فرز الأصوات في بغداد في 19 نيسان/أبريل 2010. وفي 14 أيار/مايو أعلنت مفوضية الانتخابات أنه بعد إعادة فرز 11,298 صندوق انتخابي، لم يثبت حدوث أي تزوير أو تغيير في النتائج.
وتم افتتاح البرلمان الجديد في 14 حزيران/يونيو 2010.

## القائمة المفتوحة
يُقصد بالقائمة المفتوحة هي تلك القائمة التي يكون المصوت قادرأً على التصويت يها على مرشح معين ضمن القائمة الأمر الغير ممكن في حالة القائمة المغلقة. وكانت كل الانتخابات البرلمانية السابقة تعتمد نظام «القائمة المغلقة». حتى قدمت بعثة الأمم المتحدة في العراق توصياتها بتغيير النظام الانتخابي للسماح للناس للتصويت لصالح الأفراد وكذلك القوائم الحزبية تحت شكل القائمة المفتوحة للتمثيل النسبي. ونالت دعوى آية الله علي السيستاني لاعتماد القائمة المفتوحة أثراً كبيراً في الأوساط العراقية حيث صرح بان عدم اعتماد نظام القائمة المفتوحة سيكون له «آثار سلبية على العملية الديمقراطية» وسيقلل نسبة الاقبال وقال مساعدون انه قد يدعو لمقاطعة الانتخابات إذا تم استخدام القوائم المغلقة مرة أخرى. وحصلت أكثر من 1,000 تظاهرة ضد القوائم المغلقة في جميع أنحاء البلاد. وفي النهاية، وافقت جميع الأطراف باستثناء التحالف الكردستاني لدعم القوائم المفتوحة الذي تم اعتماده. ليدشن أول الامر في انتخابات مجالس المحافظات العراقية في 2009  ويصبح نظاما سارت عليه الانتخابات البرلمانية في 2010 وما تلاها من انتخابات.

## الائتلافات والكيانات
الائتلاف العراقي الموحد، الذي يتكون أساسا من الأحزاب الشيعية الدينية، فاز ب 128 مقعداً من اصل 275 مقعداً في الانتخابات السابقة وكانت أكبر قائمة في البرلمان. انقسمت القائمة إلى قائمتين في هذه الانتخابات: قائمة ائتلاف دولة القانون برئاسة رئيس الوزراء نوري المالكي والائتلاف العراقي الموحد الموحد برئاسة إبراهيم الجعفري.
وكانت أهم القوائم والتحالفات السياسية المشاركة هي:
- القائمة العراقية القائمة رقم 333 وهي قائمة ليبرالية بقيادة رئيس الوزراء السابق إياد علاوي وتضم من شخصياتها البارزة صالح المطلك نائب رئيس الوزراء وجمال الكربولي أمين عام الحركة الوطنية للاصلاح والتنمية (الحل) وطارق الهاشمي نائب رئيس الجمهورية وأسامة النجيفي رئيس البرلمان العراقي ورافع العيساوي وزير المالية.
- قائمة ائتلاف دولة القانون القائمة رقم 337 التي يقودها رئيس الوزراء نوري المالكي، تضم المؤيدين للمالكي وأغلبهم من حزب الدعوة الذي إنضموا بعيد انقسام الائتلاف العراقي الموحد وغالبيتها من الشيعة، لكن القائمة رسمياً هي علمانية ومتعددة الطوائف.
- قائمة الائتلاف الوطني العراقي القائمة رقم 316 بزعامة إبراهيم الجعفري وتضم المجلس الأعلى الإسلامي بزعامة عمار الحكيم، والتيار الصدري والمؤتمر الوطني العراقي بزعامة أحمد الجلبي، وتيار الإصلاح بزعامة إبراهيم الجعفري وغالبتها من الشيعة.
- قائمة التحالف الكردستاني القائمة 372 التي تضم الحزبين الكرديين الاتحاد الوطني بزعامة الرئيس العراقي جلال طالباني، والديمقراطي الكردستاني بزعامة رئيس إقليم كردستان العراق مسعود بارزاني.
- قائمة ائتلاف وحدة العراق بقيادة وزير الداخلية جواد البولاني.
- قائمة جبهة التوافق العراقية القائمة 338 التي تضم الحزب الإسلامي العراقي.
- قائمة التغييير كوران والتي يتزعمها نوشيروان مصطفى ويتركز ثقلها في السليمانية.
- قائمة أحرار بقيادة اياد جمال الدين.
- قائمة اتحاد الشعب وهي قائمة الحزب الشيوعي العراقي ويتزعمها حميد موسى.

## النتائج
أعلنت المفوضية العليا للانتخابات نتائج الانتخابات البرلمانية العراقية في 26 مارس 2010. أظهرت النتائج تقدم القائمة العراقية بزعامة علاوي حيث حصلت على 91 مقعدًا، وحصل ائتلاف دولة القانون بزعامة نوري المالكي على 89 مقعد، بينما حصل الائتلاف الوطني العراقي على 70 مقعد، والتحالف الكردستاني على 43 مقعد.
| المحافظة   | القائمة العراقية | ائتلاف دولة القانون | الائتلاف الوطني العراقي | التحالف الكردستاني | حركة التغيير (كوران) | جبهة التوافق العراقية | ائتلاف وحدة العراق | الاتحاد الإسلامي الكردستاني | الجماعة الإسلامية الكردستانية | المجموع |
| ---------- | ---------------- | ------------------- | ----------------------- | ------------------ | -------------------- | --------------------- | ------------------ | --------------------------- | ----------------------------- | ------- |
| بغداد      | 24               | 26                  | 17                      | 0                  | 0                    | 1                     | 0                  | 0                           | 0                             | 68      |
| البصرة     | 3                | 14                  | 7                       | 0                  | 0                    | 0                     | 0                  | 0                           | 0                             | 24      |
| نينوى      | 20               | 0                   | 1                       | 8                  | 0                    | 1                     | 1                  | 0                           | 0                             | 31      |
| ذي قار     | 1                | 8                   | 9                       | 0                  | 0                    | 0                     | 0                  | 0                           | 0                             | 18      |
| أربيل      | 0                | 0                   | 0                       | 10                 | 2                    | 0                     | 0                  | 1                           | 1                             | 14      |
| صلاح الدين | 8                | 0                   | 0                       | 0                  | 0                    | 2                     | 2                  | 0                           | 0                             | 12      |
| بابل       | 3                | 8                   | 5                       | 0                  | 0                    | 0                     | 0                  | 0                           | 0                             | 16      |
| النجف      | 0                | 7                   | 5                       | 0                  | 0                    | 0                     | 0                  | 0                           | 0                             | 12      |
| الأنبار    | 11               | 0                   | 0                       | 0                  | 0                    | 2                     | 1                  | 0                           | 0                             | 14      |
| كركوك      | 6                | 0                   | 0                       | 6                  | 0                    | 0                     | 0                  | 0                           | 0                             | 12      |
| واسط       | 2                | 5                   | 4                       | 0                  | 0                    | 0                     | 0                  | 0                           | 0                             | 11      |
| السليمانية | 0                | 0                   | 0                       | 8                  | 6                    | 0                     | 0                  | 2                           | 1                             | 17      |
| القادسية   | 2                | 4                   | 5                       | 0                  | 0                    | 0                     | 0                  | 0                           | 0                             | 11      |
| ديالى      | 8                | 1                   | 3                       | 1                  | 0                    | 0                     | 0                  | 0                           | 0                             | 13      |
| المثنى     | 0                | 4                   | 3                       | 0                  | 0                    | 0                     | 0                  | 0                           | 0                             | 7       |
| ميسان      | 0                | 4                   | 6                       | 0                  | 0                    | 0                     | 0                  | 0                           | 0                             | 10      |
| كربلاء     | 1                | 6                   | 3                       | 0                  | 0                    | 0                     | 0                  | 0                           | 0                             | 10      |
| دهوك       | 0                | 0                   | 0                       | 9                  | 0                    | 0                     | 0                  | 1                           | 0                             | 10      |
| تعويضي     | 2                | 2                   | 2                       | 1                  | 0                    | 0                     | 0                  | 0                           | 0                             | 7       |
| المجموع    | 91               | 89                  | 70                      | 43                 | 8                    | 6                     | 4                  | 4                           | 2                             | 317     |

الثمانية مقاعد المتبقية هي كوتا الأقليات ليصبح مجموع مقاعد البرلمان العراقي كله 325. وقد فازت بهذه المقاعد القوائم والشخصيات التالية:
| كوتا الأقليات                           | الصابئة (بغداد) | الشبك (نينوى) | الإيزيديين (نينوى) | المسيحيين (عموم العراق والخارج) | المجموع |
| --------------------------------------- | --------------- | ------------- | ------------------ | ------------------------------- | ------- |
| خالد أمين رومي                          | 1               | 0             | 0                  | 0                               | 1       |
| محمد جمشيد عبد الله                     | 0               | 1             | 0                  | 0                               | 1       |
| الحركة الإيزيدية للإصلاح والتقدم        | 0               | 0             | 1                  | 0                               | 1       |
| قائمة الرافدين                          | 0               | 0             | 0                  | 3                               | 3       |
| المجلس الشعبي الكلداني الآشوري السرياني | 0               | 0             | 0                  | 2                               | 2       |
| المجموع                                 | 1               | 1             | 1                  | 5                               | 8       |